# Miracles (Insane Clown Posse)
Miracles è un singolo dell'album Bang! Pow! Boom! del gruppo Horrorcore Insane Clown Posse.

## Impatto culturale
Il brano è stato menzionato nel webcomic Homestuck in una conversazione tra un umano e un troll, razza immaginaria facente parte della storia, il quale utilizza una pittura facciale simile a quella dei juggalo.